# النا گکو
النا گکو (به انگلیسی: Elena Gemo) (زادهٔ ۱۷ مارس ۱۹۸۷) شناگر اهل ایتالیا است.